# العناصر المغولية في الفن الغربي في العصور الوسطى

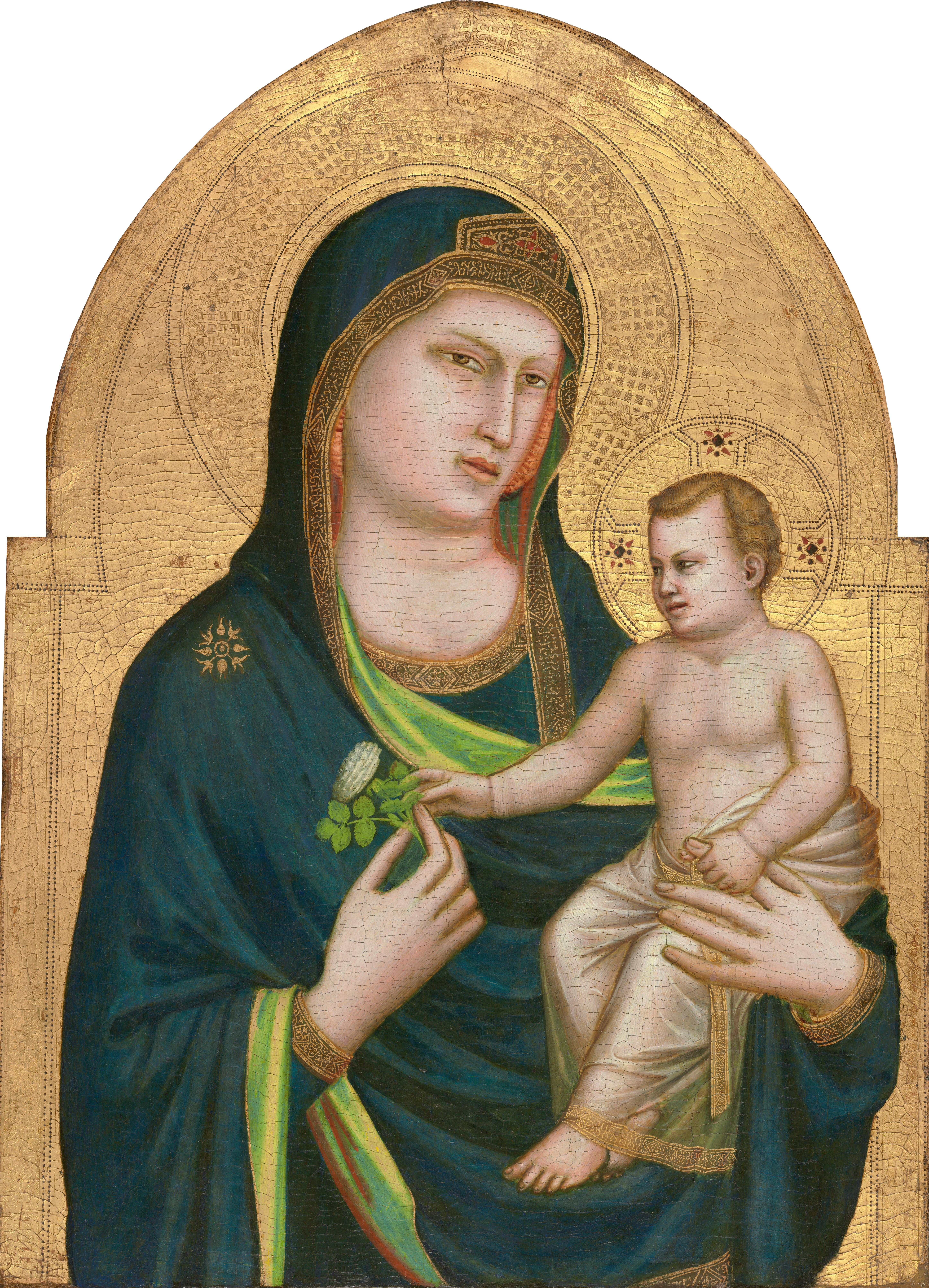
يُعد شريط الحافة في لوحة مادونا والطفل لجيوتو (1320-1330) مزيجًا من النصوص العربية والمغولية المميزة لجيوتو.

يمكن رؤية العناصر المغولية في الأعمال الفنية الأوروبية التي تتراوح من القرن الثالث عشر إلى القرن الخامس عشر. وهي تشمل مجالات فنية مثل الرسم وصناعة المنسوجات، وتتكون بشكل أساسي من الاستخدام الأوروبي لخط فغسابا المغولي في الفن الأوروبي في العصور الوسطى، بالإضافة إلى تمثيل قماش "التتار" والجنود المغول في عدد من اللوحات الأوروبية المعاصرة.

## الخط المغولي في الفن في العصور الوسطى

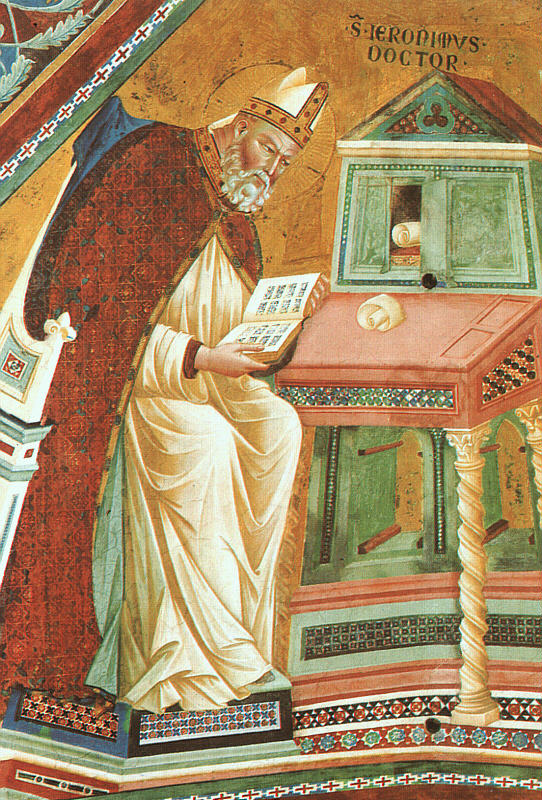
القديس جيروم يقرأ نصًا شبه منغولي، يتكون من تقليد لكتل من خط فغسابا، مكتوبة أفقيًا وليس رأسيًا. تعود لعام 1296-1300، من كنيسة سان فرانسيسكو في أسيزي.

خلال فترة التفاعل بين المغول والغرب، من أواخر القرن الثالث عشر إلى أوائل القرن الرابع عشر، أدرج بعض الرسامين الإيطاليين الخط المغولي (وخاصة خط فغسابا) في لوحاتهم الدينية. ويمكن رؤية الأمثلة بشكل خاص في اللوحات الجدارية للكنيسة العليا لسان فرانسيسكو في أسيزي، أو في لوحات جيوتو والرسامين ذوي الصلة.

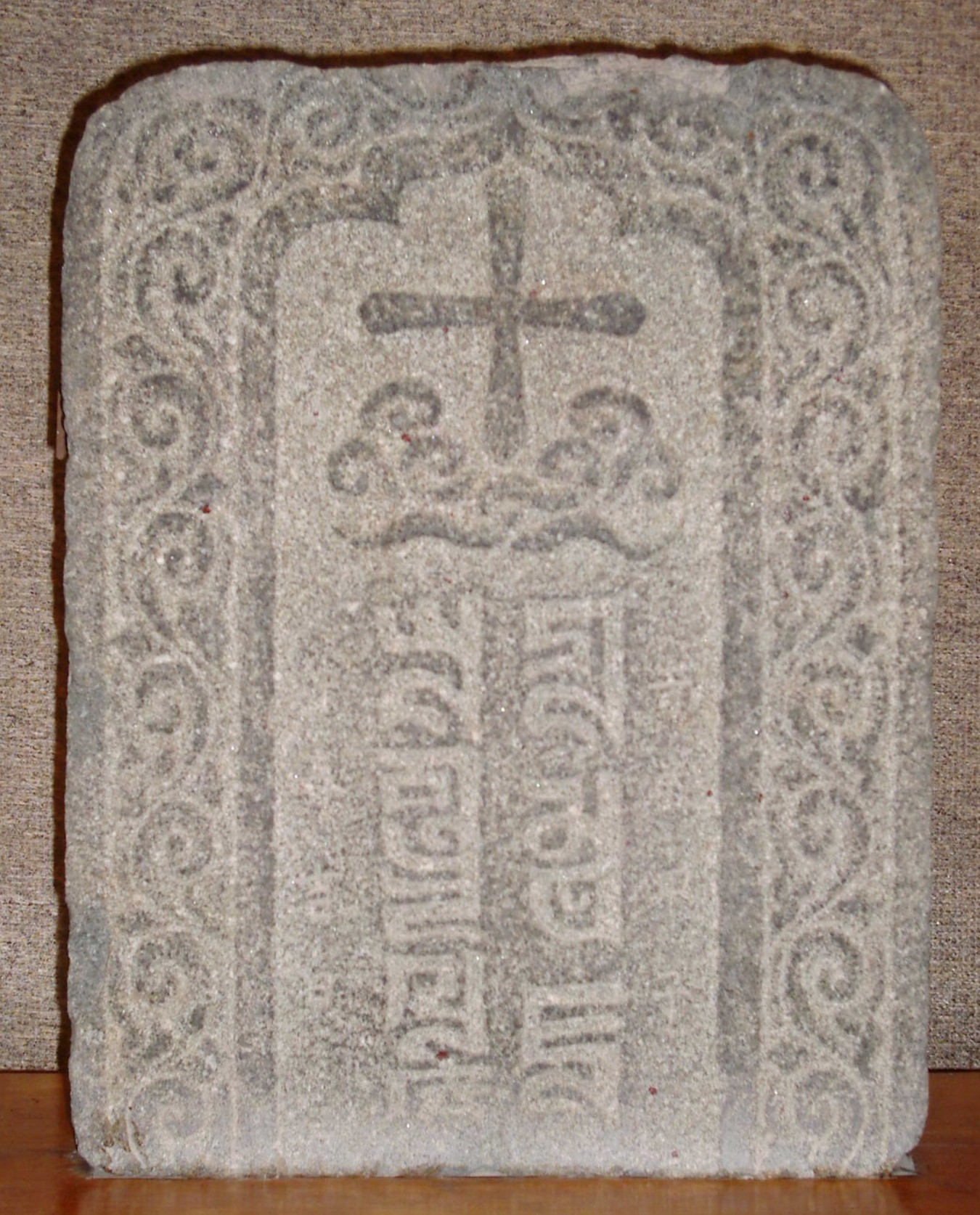
شاهد قبر مسيحي من تشيوانتشو يحمل نقوشًا مغولية تستخدم خط فغسابا، تعود لعام 1324 م.

غالبًا ما قلدت هذه النقوش خط فغسابا المغولي، والذي اكتشفه الفنانون على الأرجح من خلال النقود الورقية أو البيازي (تصاريح السفر) المنغولية مثل تلك التي صدرت لماركو بولو أثناء رحلاته. تُعرف اللوحات الجدارية للقديس جيروم وأوغسطين والبابا غريغوري الأول في كنيسة سان فرانسيسكو في أسيزي (1296-1300) حيث يدرسون الكتب المكتوبة بالخط المغولي الزائف. غالبًا ما كان الرسام الشهير في عصر النهضة جيوتو وتلاميذه يجمعون بين الخط العربي وخط فغسابا في لوحاتهم. في لوحة صلب جيوتو (1304-1312/1313)، يرتدي الجنود سترات منقوشة بأشرطة مغولية زائفة. في لوحة مادونا والطفل لجيوتو (1320-1330)، زُين رداء العذراء مريم بحاشية بمزيج من النص العربي والخط المنغولي. استخدم جيوتو النص المنغولي مرة أخرى في كنيسة سكروفيني.
إلى جانب تأثير التبادلات بين العوالم الغربية والمغولية خلال تلك الفترة، فإن السبب الدقيق وراء إدماج الخط المغولي في لوحات عصر النهضة المبكر لا يزال غير واضح. ويبدو أن الغربيين كانوا يعتقدون أن الخطوط المستخدمة في الشرق الأوسط خلال القرنين الثالث عشر والرابع عشر – مثل الخط المغولي والعربي – هي نفسها الخطوط التي كانت سائدة في زمن المسيح، ومن ثم وجدوا من الطبيعي تصوير المسيحيين الأوائل مقترنين بها. وقد يكون هذا الاعتقاد ناجماً جزئياً عن اعتبار بعض القطع الأثرية الإسلامية التي تحمل كتابات منقوشة بمثابة ذخائر مقدسة. وهناك احتمال آخر، وهو أن الفنانين أرادوا التعبير عن شمولية الإيمان المسيحي ثقافياً، من خلال مزج لغات كتابية متعددة، في وقت كانت فيه الكنيسة تطمح إلى تعزيز حضورها الدولي بقوة. وربما كان استخدام رموز ثقافية مغولية أيضًا وسيلة للتعبير عن الروابط الشرقية لبعض الرهبنات الدينية الأوروبية مثل الفرنسيسكان.
في الشرق، يُعرف قدرٌ من التفاعل الثقافي والفني بفضل تطور المسيحية بين المغول. ويمكن ملاحظة استخدام الخط المغولي في تمثيلات المسيحية، على سبيل المثال، في شواهد مسيحية نسطورية، مثل تلك الموجودة في تشيوانتشو والتي يعود تاريخها إلى القرن الرابع عشر.

ومع ذلك، ظل استخدام خط فغسابا المغولي في الرسم الأوروبي في العصور الوسطى غير ملحوظ، حتى تم التعرف عليه لأول مرة في ثمانينيات القرن العشرين من الباحث الياباني هيديميتشي تاناكا. نُشرت نتائجه في ورقته البحثية عام 1983 بعنوان الخط المغولي في لوحات جيوتو في كنيسة سكروفيني في بادوفا. ويُستخدم الخط الكوفي العربي في كثير من الأحيان بطريقة مماثلة، والمعروف باسم الخط الكوفي الزائف.

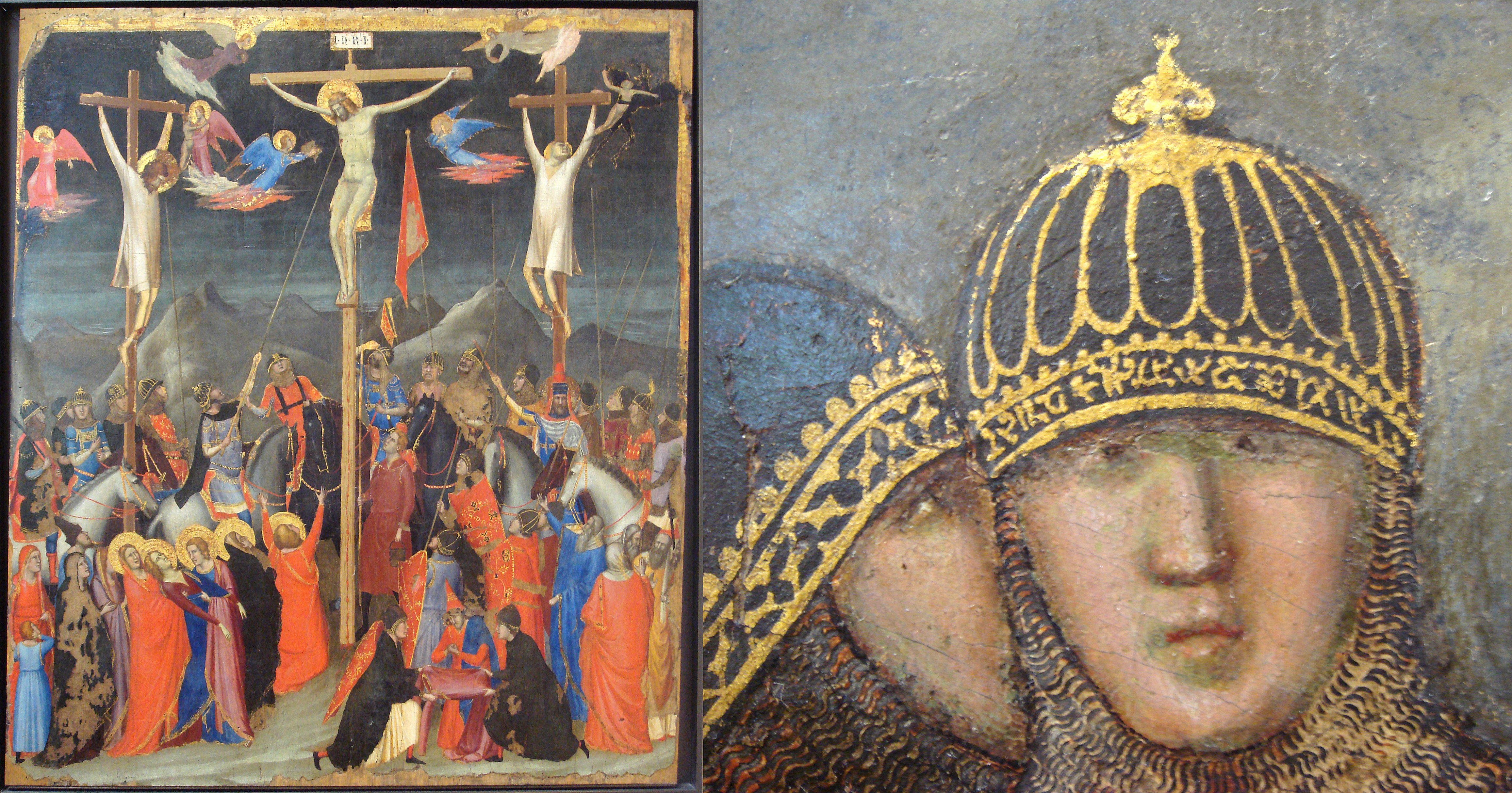
صلب جيوتو مع جندي يرتدي عصابة رأس مكتوبة بخط شبه منغولي، حوالي عام 1330.
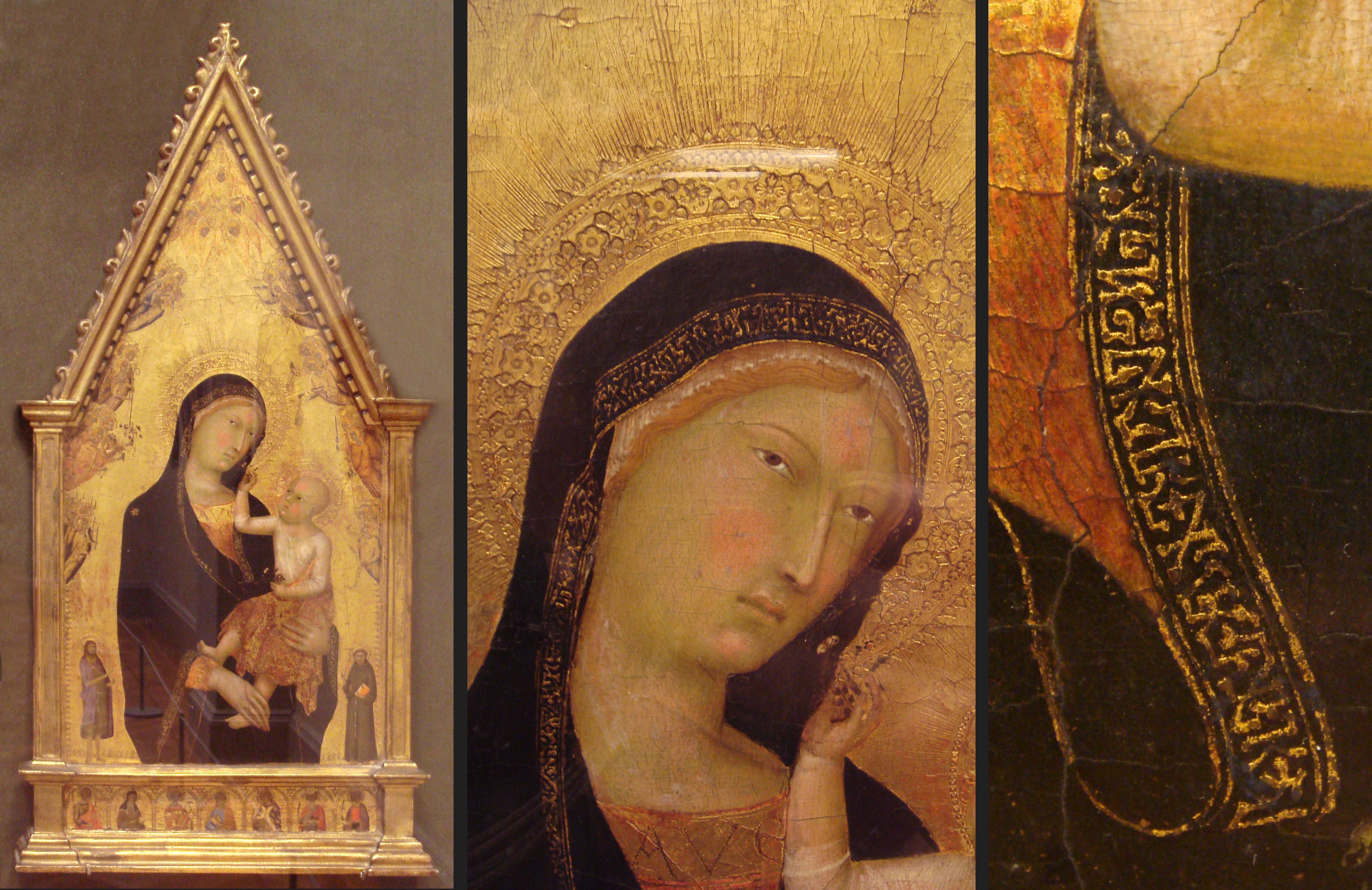
مادونا والطفل مع القديسين والملائكة ، فيليبو دي ميمو[الإنجليزية]، سيينا ، حوالي عام 1350.
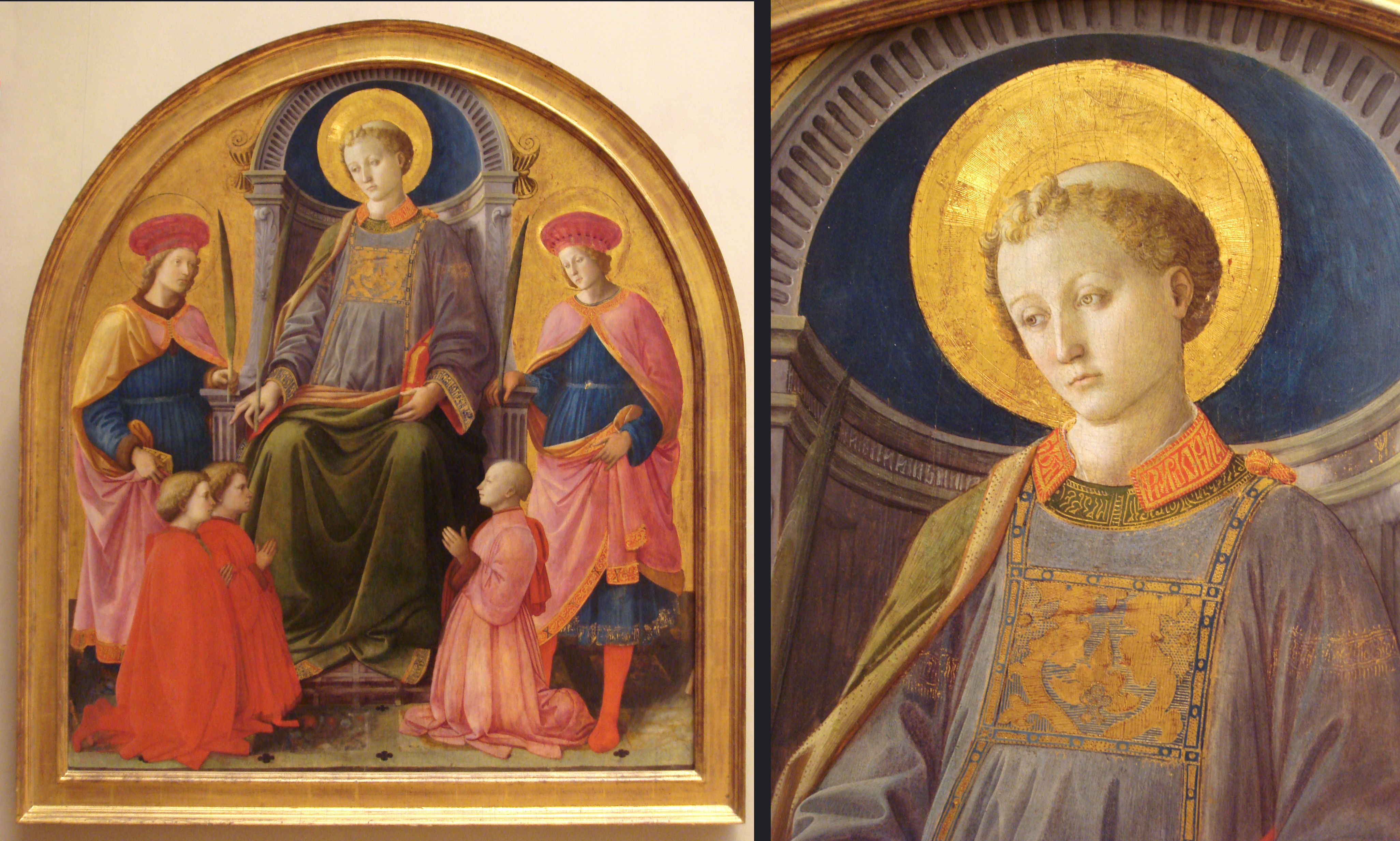
سانت لورانس، بقلم فرا فيليبو ليبي، حوالي عام 1440.